# 마그데부르크 약탈
마그데부르크 약탈은 1631년 로마 가톨릭교회를 믿는 틸리 백작 요한 체르클라에스와 고트프리드 하인리히 그라프 주 파펜하임(Gottfried Heinrich Graf zu Pappenheim) 장군의 부대가 프로테스탄트신자들이 대부분인 독일 마그데부르크에서 시민들을 대량 학살하고 약탈한 사건이다.

## 학살의 배경
1610년 독실한 예수회원인 틸리 백작 요한 체르클라에스는 바바리아 선제후 막시말리안 1세에 의해 바바리아의 가톨릭 동맹군을 지휘하는 사령관에 지명된 후 1620년에는 보헤미아에서 벌어진 프로테스탄트측군과 전투를 벌였다. 체르클라에스는 1626년 8월 26일에서 27일 사이에 벌어진 루터 전투(Battle of Lutter)에서 덴마크 군과 교전하여 결정적 승리를 얻었다.
1631년 3월 20일 틸리 백작은 파펜하임 장군과 개신교인들의 거점인 마그데부르크에 공격을 시작했다. 두 달간 공성전 끝에 성을 함락시켰다. 로마 가톨릭 교회의 군대는 성을 함락시킨 이후 시민들에 대한 살육을 벌여 25,000명에서 30,000명 정도의 시민들이 병사들의 칼에 목숨을 잃었고, 도시 대부분이 파괴되었다. 이들 로마 가톨릭 교회의 군사들이 이곳에서 자행한 잔학한 행위는 존 폭스의 《폭스의 순교사》에 자세히 묘사되어 있다.
이 책에 따르면 틸리 백작이 지휘하는 가톨릭 군대는 마그데부르크의 모든 거주자들을 칼로 찔러 죽이고 불에 태워 죽였다. 살아 남은 사람들은 붙잡아서 죽을 때까지 잔악한 고문을 저질렀다. 붙잡힌 프로테스탄트들은 거꾸로 매달리고 머리가 불 위로 오게하여 뜨거운 연기에 바짝 말려죽였고, 물에 빠뜨려 죽이고, 사지를 찢어 죽이고, 톱으로 잘라 죽이고, 기름에 튀겨 죽였다고 한다. 폭스는 이 책에서 틸리 백작이 이런 학살을 지시했고 그의 발길이 닿는 곳에서는 무시무시한 만행과 잔인한 약탈이 뒤를 따랐다고 지적했다.
학살로 인한 마그데부르크 도시의 폐허가 매우 커서 독일어의 Magdeburgisieren과 영어의 magdeburgization은 수십 년 동안 섬멸, 강간 및 약탈을 의미하는 관용어가 되었다.

## 같이 보기
- 요한 체르클라에스 폰 틸리 백작
- 30년 전쟁
- 고트프리트 하인리히 추 파펜하임 백작